# Ayérou (département)
Ayérou est un département de la région de Tillabéri au Niger.

## Géographie
Le département s'étend au nord-est de la région de Tillabéri, sur une superficie de 3 037 km2.
|      | Mali      |         |
| Téra | Ayérou    | Ouallam |
|      | Tillabéri |         |

## Histoire
Le poste administratif d'Ayérou instauré en 1964, est séparé en 2011 du département de Tillabéri et élevé au statut départemental.

## Population
Selon le recensement général de la population et de l'habitat de 2012, le département compte 57 030 habitants. De 2001 à 2012, la population a augmenté en moyenne de 6,7 % par an (pour un accroissement national moyen de : 3,9 %). 

## Administration
Le département couvre deux communes rurales : 
- Ayérou
- Inatès